# فريدريك أوسترمان
فريدريك أوسترمان (بالألمانية: Friedrich Ostermann)‏ هو عالم عقيدة ألماني، ولد في 21 يونيو 1932 في مونستر في ألمانيا، وتوفي بنفس المكان في 22 أكتوبر 2018.